# 恐怖黎明
《恐怖黎明》是一款動作角色扮演遊戲，由Crate Entertainment开发，并于2016年1月釋出，对应Microsoft Windows平台。游戏以维多利亚时代的元素为基础，构建了一个架空的黑暗世界。
箱子娱乐于2009年9月27日宣布，他们已经取得了《泰坦之旅》的游戏引擎。并且于2010年1月21日，正式着手开发新游戏《恐怖黎明》。新游戏一开始只有少部分细节放出，制作方只是简单地透露了一些游戏内容，即游戏是以一些维多利亚时代的元素为基础的架空世界。

## 玩法
像其他的动作角色扮演类游戏一样，《恐怖黎明》的主要玩法即为快节奏的战斗与战利品的收集（护甲、药水、武器、金钱等）。制作人在采访中确认，《恐怖黎明》有一个和dota类似的制作系统。《恐怖黎明》以《泰坦之旅》现存的部分游戏系统为基础，比如物理特效、伤害特效、肢解动作等。但是同时还有完全重新设计的任务系统。

## 剧情
游戏发生在一个叫做Cairn的世界里，这里充满黑暗，饱受战争蹂躏。一个曾经强大无比的帝国已经毁灭，人类也已经到了灭绝的边缘。 Cairn世界沦为两个域外势力争斗的战场，即虚灵（ Aetherials）和冥灵（Chthonians）。前者将人类的肉体作为一种寄生的资源，后者则为了防止其意图实现，决定将人类提前毁灭。
人类在某种程度上已经找到了和域外力量交流的方法。 他们从这些时刻低语着的域外实体中不断学习，并最终试图打开传送门，将这些实体带入这个世界。 出于人类天性中对探究未知的偏执，他们还希望囚禁这些域外实体以进一步研究。 通过实验，他们了解到，这些由以太（aether）组成的精神实体，可以将自己寄生在人类的意识中，如果他们可以战胜宿主的意志，就可以逐步控制他们。 但研究人员发现，如果将这些虚灵从人体中驱逐出去，那些被寄生过的人就可以获得并保留各种强大的力量。 当然的，就像事情一般发展的那样，这项研究最终失控了。 研究人员带来了更多的虚灵，他们被释放，这些先行的虚灵们打开更多的接通两个世界的传送门，带来了大量他们的族人。
正是虚灵的这种存在方式，冥灵为了阻止他们，决定率先将人类毁灭。这场毁灭性战争不仅毁灭了人类文明，同时也扭曲了部分空间的维度。这一点也给予了幸存者们更进一步的恐惧。
Cairn世界永远不可能完全的恢复到战争以前的状态。 这个游戏的主题是对这一严峻现实考验的努力适应。 人类幸存者分散在世界各地，躲藏在各自的避难所。幸存下来的人类目睹了战争对自己家园的摧毁，在不断地反抗过程中，渐渐地加深了对这些域外生物的认识。其中一小部分被虚灵附身后挣脱出来的人获得了全新的能力。这些超自然的力量被一些人类所恐惧，但同时也给予了更多人战胜外域敌人，建立抵抗基地，在残存的世界中继续生存下去的希望与勇气。

## 开发
《恐怖黎明》的开发工作是粉丝们的经济支持下完成的。在官网上的一篇公告中，开发者表示在收到了很多来自粉丝的email都表示想要为新游戏的开发提供经济支持后，他们在官网上开始了一个页面，允许粉丝们直接在官方网站上进行捐助。15天，官方表示他们收到了来自游戏网站Gamebanshee以及网络漫画作者Penny Arcade 的捐款。
尽管如此，但是箱子娱乐的经理Arthur Bruno在接受来自《The Escapist》杂志的采访时表示，这种前期的捐款在游戏整个的开发预算中仅仅占很小一部分。
2012年4月17日，箱子娱乐在Kickstarter上开始了一个募资项目，目标为280 000美元，这个项目在仅仅4天内完成了一半。 最后，这一项目募集到了$537,515，超过了其最初的供资目标。 为了表达感谢，箱子娱乐于2013年5月15日在steam平台上发布了一个游戏的beta 版本。

## 发布
2016年1月25日，游戏完整版发布（v1.0.0.0）。

### DLC
2016年8月3日，游戏的第一个扩展部分，《坩埚》公布，包含一个全新的游戏模式。
2017年10月11日， 游戏的第一个DLC发布，即《Malmouth的灰烬》 。
2018年3月5日，第二个DLC发布，即《被遗忘的神》